# Résolution 2127 du Conseil de sécurité des Nations unies
Membres permanents
- Chine
- États-Unis
- France
- Royaume-Uni
- Russie

Membres non permanents
- Argentine
- Australie
- Azerbaïdjan
- Corée du Sud
- Guatemala
- Luxembourg
- Maroc
- Pakistan
- Rwanda
- Togo

Résolution no 2126 Résolution no 2128
La résolution 2127 du Conseil de sécurité des Nations Unies, adoptée à l'unanimité le 5 décembre 2013, a autorisé le déploiement d'une mission de maintien de la paix de l'Union africaine (MISCA) en République centrafricaine, et imposés des sanctions contre ce pays, dans lequel l'État avait perdu toute autorité à la suite d'un coup d'État. Les troupes françaises déjà présentes ont été autorisées à soutenir la MISCA. En outre, des préparatifs étaient déjà en cours en vue d’une éventuelle force de maintien de la paix de l’ONU. 

## Contexte
La Centrafrique est en proie à des coups d’État et à des violences depuis son accession à la souveraineté vis-à-vis de France en 1960. Lorsque les rebelles ont pris le pouvoir en 2003, trois mouvements rebelles réunis sous le nom d’ Union des forces démocratiques pour le Rassemblement (UFDR) ont lancé une guerre contre les premiers. En 2007, un accord de paix a été signé et en 2009, ils ont formé un gouvernement ensemble. Fin 2012, la rébellion éclate à nouveau ; cette fois contre une coalition de groupes se faisant appeler la Coalition Sekela, qui comprenait l'UFDR, la Convention des Patriotes pour la Justice et la Paix (CPJP) et un certain nombre de mouvements plus petits. Le gouvernement a demandé une aide internationale, mais celle-ci a été refusée. Le 11 janvier 2013, un accord de paix a été signé, et un membre de l'opposition nommé Premier ministre. Le 24 mars 2013, une coalition rebelle appelée Séléka a pris le pouvoir, suscitant la condamnation internationale. Un conseil de transition a donc été créé pour gouverner temporairement le pays. Pendant ce temps, la Centrafrique sombrait dans le chaos et le gouvernement perdait toute autorité en dehors de la capitale.

## Résolution

### Préambule
Le Conseil de sécurité constate que la Centrafrique était instable et l'effondrement totale de l'ordre public en son sein. Des milices, en particulier celles dites anti-Balaka, se sont rendues coupables de toutes sortes de violations des droits de l’homme à grande échelle. L’armée, la police et la justice n’ont pas été en mesure d’appréhender et de poursuivre les auteurs. Le braconnage et le trafic d’espèces sauvages ont encore aggravé la crise. L'Armée de résistance du Seigneur, venue de l'Ouganda voisin, a également profité de la situation pour opérer en Centrafrique.
Le Conseil note que le 19 juillet 2013, le Conseil de paix et de sécurité de l’Union Africaine (UA) a décidé d’envoyer une force de maintien de la paix en Centrafrique, appelée MISCA. Le 13 novembre 2013, elle a demandé au Conseil de sécurité de l’ONU, dans un communiqué, une approbation rapide. Entre-temps, la Communauté économique des États de l’Afrique centrale (CÉÉAC) et l’Union africaine ont tenté une médiation. L'Union européenne avait promis cinquante millions d'euros pour apporter un soutien financier à la MISCA.

### Dispositif
Agissant en vertu du Chapitre VII de la Charte des Nations Unies, Conseil de sécurité appuie les Accords de Libreville (janvier 2013), la Déclaration de N'Djamena (avril 2013), l'Appel de Brazzaville (mai 2013) et la Déclaration du Groupe international de contact sur la Centrafrique (novembre 2013). Selon ces accords, le Premier ministre était responsable de leur mise en œuvre en tant que chef du gouvernement. Il exhorte les autorités de transition à procéder au désarmement et au cantonnement des groupes armés sans délai, ainsi qu'au renforcement des services de sécurité et du système judiciaire et à la protection des ressources naturelles.
Les violations des droits de l’homme ont été fermement condamnées et la montée des violences religieuses et intercommunautaires est une vive source d’inquiétude pour le Conseil. Il encourage le dialogue pour éviter une nouvelle détérioration de la situation. Le Secrétaire général a été invité à créer une commission internationale chargée d’enquêter sur ces violations et d’aider à identifier les responsables.

#### MISCA et mandat des forces françaises
La MISCA a reçu un mandat de douze mois pour protéger la population, rétablir l’ordre public, stabiliser le pays et permettre l’acheminement des secours d’urgence. Le 19 décembre 2013, la MISCA devait succéder à la précédente mission MICOPAX. Les troupes françaises en Centrafrique ont également reçu un mandat temporaire pour soutenir la MISCA. L’UA et la CÉÉAC pensaient que la MISCA pourrait potentiellement évoluer vers une force de maintien de la paix des Nations Unies. Il a été demandé au Secrétaire général de préparer ce scénario à l’avance.

#### Sanctions
En outre, un embargo général sur les armes a été immédiatement imposé à la République centrafricaine pour une période de 12 mois. Les États ont été autorisés à saisir et à détruire les marchandises trouvées en violation de cet embargo. Le Conseil a menacé de prendre de nouvelles sanctions, notamment des interdictions de voyager et le gel de avoirs, contre ceux qui menaçait la paix en Centrafrique.
La résolution crée un organe subsidiaire du Conseil de sécurité chargé de surveiller la mise en œuvre des sanctions et faire des recommandations au Conseil. Elle crée également un Groupe d'experts chargé d'assister ce Comité des sanctions dans ses tâches.

## Voir également
- Première guerre civile centrafricaine
- Deuxième guerre civile centrafricaine
- Troisième guerre civile centrafricaine
- Sanction internationale
- Liste des résolutions du Conseil de sécurité des Nations unies sur la République centrafricaine
  - Résolution 2088 du Conseil de sécurité des Nations Unies
  - Résolution 2121 du Conseil de sécurité des Nations Unies
  - Résolution 2134 du Conseil de sécurité des Nations Unies
  - Résolution 2149 du Conseil de sécurité des Nations Unies